# 羅迪斯 (北卡羅萊納州)
羅迪斯（英語：Rhodhiss）是一個位於美國北卡羅萊納州伯克縣及考德威爾縣的城鎮。

## 人口
根據2020年美國人口普查的數據，羅迪斯的面積為3.26平方千米，當中陸地面積為3.08平方千米，而水域面積為0.18平方千米。當地共有人口997人，而人口密度為每平方千米306人。